# Bund Deutscher Rechtspfleger
Bund Deutscher Rechtspfleger (BDR; pol. Zrzeszenie Niemieckich Referendarzy Sądowych) – niemiecki związek zawodowy zrzeszający referendarzy sądowych. Organizacja należy do federacji DBB i ma siedzibę w Hohenmölsen.
Związek jest współwydawcą fachowego czasopisma Der Deutsche Rechtspfleger.